# Alan Cunningham
Alan Gordon Cunningham (ur. 1 maja 1887 w Dublinie, zm. 30 stycznia 1983 w Royal Tunbridge Wells) – brytyjski generał (General) i administrator kolonialny.

## Dzieciństwo i młodość
Alan urodził się w Dublinie, w Irlandii. Ukończył Cheltenham College w Cheltenham w Anglii.

## Kariera wojskowa
Ukończył Royal Military Academy w Woolwich i w 1906 roku rozpoczął służbę w Królewskiej Artylerii British Army.

### I wojna światowa
Gdy w 1914 roku wybuchła I wojna światowa, został wysłany do Francji i wziął udział w walkach brytyjskiej artylerii konnej na froncie zachodnim. W 1915 roku został odznaczony Military Cross, a w 1918 roku Distinguished Service Order.

### Okres międzywojenny
Po wojnie przez dwa lata pełnił funkcję oficera sztabowego na Malajach. W 1937 roku objął dowództwo nad artylerią 1 Dywizji Piechoty. W 1938 roku otrzymał awans na generała dywizji (Major General) i objął stanowisko dowódcy 5 Dywizji Przeciwlotniczej.

### II wojna światowa
Po wybuchu w 1939 roku II wojny światowej Cunningham obejmował na krótki czas dowództwo nad 66 Dywizją Piechoty, 9 Dywizją Piechoty i 51 Dywizją Piechoty. Następnie awansował na generała broni (Lieutenant General) i objął dowództwo nad brytyjskimi siłami w Kenii. Podczas kampanii w Afryce Wschodniej, w marcu 1941 roku wyzwolił spod włoskiej okupacji Somali Brytyjskie. Po zajęciu nadmorskich portów, 6 kwietnia 1941 roku wkroczył do Addis Abeby. Podczas tej kampanii Cunningham wykazał się szybkim i zdecydowanym działaniem, które doprowadziło do wzięcia 50 tys. włoskich jeńców wojennych przy stracie zaledwie 500 własnych ludzi. W uznaniu zasług, w sierpniu 1941 roku otrzymał dowództwo nad nowo formowaną 8 Armią w Afryce Północnej. Jego siły po raz pierwszy weszły do akcji w ramach operacji Crusader (18 listopada – 30 grudnia 1941 r.), mającej na celu przerwanie frontu niemiecko-włoskiego i oswobodzenie załogi oblężonego Tobruku. Cunningham poprowadził natarcie na siły Afrika Korps Erwina Rommla, poniósł jednak bardzo wysokie straty. Z tego powodu, 26 listopada naczelny dowódca sił brytyjskich na Bliskim Wschodzie, generał sir Claude Auchinleck, pozbawił Cunninghama dowództwa. Powrócił wówczas do Anglii i w 1942 roku objął dowództwo nad wyższą szkołą oficerów sztabowych Staff College w Camberley. W 1943 roku został głównym oficerem Irlandii Północnej, a w 1944 roku objął dowództwo nad Wschodnim Dowództwem.

### Okres powojenny
30 października 1945 roku awansowała na generała (General), po czym został wysłany do Mandatu Palestyny. 21 listopada 1945 roku objął urząd wysokiego komisarza Palestyny. Był odpowiedzialny za konfrontację z żydowskimi ugrupowaniami paramilitarnymi Hagana, Lechi i Irgun, które kwestionowały brytyjskie rządy w Palestynie. W październiku 1946 roku rozpoczął systematyczne wycofywanie wojsk z Mandatu Palestyny. Równocześnie opuścił brytyjską armię i dalszy okres swojej kadencji pełnił jako cywilny urzędnik administracji kolonialnej.

## Późniejsza kariera
2 kwietnia 1947 roku sprawa Palestyny została poddana pod obrady Zgromadzenia Ogólnego Organizacji Narodów Zjednoczonych, które przyjęło 29 listopada 1947 roku rezolucję nr 181 w sprawie rozwiązania konfliktu arabsko-żydowskiego w Palestynie, poprzez utworzenie dwóch państw: arabskiego i żydowskiego. Strona żydowska zaakceptowała postanowienia rezolucji, jednak Arabowie zdecydowanie ją odrzucili i dzień później rozpoczęli wojnę domową w Mandacie Palestyny. W okresie tym Cunningham miał za zadanie likwidację brytyjskiej administracji mandatowej i organizację ewakuacji sił wojskowych. W maju 1948 roku nie wykonał wszystkich rozkazów dowództwa, uniemożliwiając Arabom przejęcie pełnej kontroli nad Jerozolimą. 14 maja 1948 roku Cunningham zakończył swoją działalność jako wysoki komisarz Palestyny, i opuścił Palestynę.
Zmarł w 1983 roku w Royal Tunbridge Wells.

## Awanse
| - podporucznik (Second lieutenant) – 20.12.1906 - porucznik (Lieutenant) – 10.12.1909 - kapitan (Captain) – 30.10.1914 - major (Major) – 13.06.1917 - podpułkownik (Lieutenant-Colonel) – 05.05.1935 | - pułkownik (Colonel) – 01.07.1931 - generał brygady (Brigadier) - generał major (Major-General) – 16.06.1938 - generał porucznik (Lieutenant-General) – 24.09.1937 - generał (General) – 30.10.1945 |

## Odznaczenia
| - Krzyż Wojskowy (1915) - Gwiazda 1914 (1915) - Wyróżnienie w Sprawozdaniu (1916) (1917) (1918) (1944) - Order Wybitnej Służby (1918) - Medal Wojenny Brytyjski (1919) - Medal Zwycięstwa | - Krzyż Komandorski Orderu Łaźni (1941) - Krzyż Komandorski z Gwiazdą Orderu Łaźni (1941) - Order Brylantowej Gwiazdy Zanzibaru – Sułtanat Zanzibaru (1941) - Komandor Legion of Merit (1945) - Krzyż Wielki Orderu św. Michała i św. Jerzego (1948) - Gwiazda za Wojnę 1939–1945 | - Gwiazda Afryki - Medal Wojny 1939–1945 - Medal Służby Ogólnej - Medal Koronacyjny Króla Jerzego VI - Krzyż Wielki Orderu Korony – Belgia (1950) - Wielka Wstęga Orderu Menelika II – Cesarstwo Etiopii (1954) |